# Iso E Super
Iso E Super è il nome commerciale di una miscela di chetoni isomeri, nota anche con differenti nomi quali Anthamber, etanone, OTNE, isociclemone, e altri. Iso E Super è caratterizzato da un odore ricco, caldo-legnoso con note di ambra, ed è una delle fragranze sintetiche più utilizzate per aggiungere un odore legnoso/ambrato a saponi, detergenti, cosmetici e profumi. Prodotto industrialmente su larga scala, ne vengono commercializzate più di 1000 tonnellate l'anno. Nei profumi si presta ad essere usato in dosaggi elevati. Alcuni esempi famosi sono Fahrenheit (Dior, 1988, 25%), Féminité du Bois (Shiseido, 1992, 43%), Kenzo Air (Kenzo, 2003, 48%), Terre d'Hermes (Hermès, 2006, 55%), per arrivare fino a Molecule 01 (Escentric Molecules, 2005, 100%), cioè dove Iso E Super è l'unico ingrediente.

## Storia
Nel 1956 Günther Ohloff lavorando per la Dragoco (ora Symrise) preparò alcuni composti simili a Iso E Super notandone il potenziale come fragranze. La resa era tuttavia troppo bassa per uno sviluppo commerciale. Negli anni 1970 John B. Hall e James Milton Sanders alla International Flavors and Fragrances modificarono la reazione e produssero Iso E Super con una resa dell'80%. La fragranza ebbe un grande successo, anche se per vari anni rimase sconosciuta l'effettiva composizione della sostanza.
Nel 1990 si scoprì che il componente principale di Iso E Super era il composto 1, vedi figura seguente. Questo costituiva circa il 40% della miscela, ma possedeva un odore molto debole (soglia olfattiva 500 ng/L). Il caratteristico odore del prodotto commerciale fu invece individuato nel composto racemo 2. Questo costituisce solo circa 5% della miscela totale, ma è caratterizzato da un odore  100000 volte più forte (soglia olfattiva 0,005 ng/L).
Una sintesi di 2 fu brevettata nel 1990 e il composto fu denominato Iso E Super Plus. Nel 2006 furono sintetizzati separatamente i due enantiomeri di 2. Si trovò che l'enantiomero (–) aveva un odore debole, mentre la forte fragranza legnosa era dovuta all'enantiomero (+), che fu denominato arborone. Le sintesi dirette di Iso E Super Plus e arborone sono sinora troppo complesse per trovare applicazione come fragranze, ma successivamente sono stati introdotti differenti processi di sintesi per massimizzare il contenuto di 2 nel prodotto commerciale.

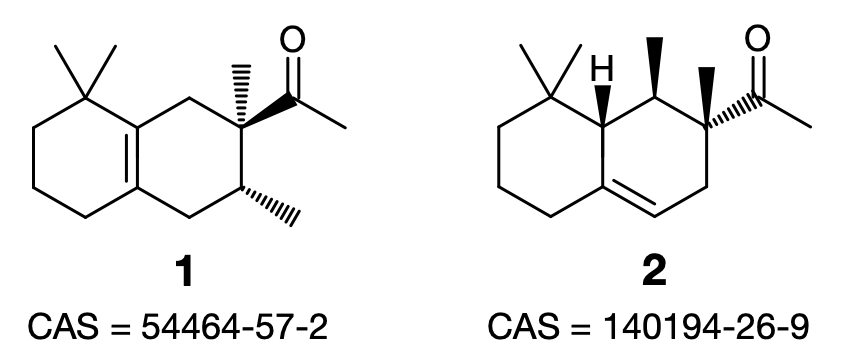
Due dei componenti della fragranza Iso E Super; 1 è il componente primario (≈40%), di odore debole; 2 è l'impurezza (≈5%) principale responsabile dell'odore caratteristico della fragranza

## Sintesi
La figura seguente illustra schematicamente la sintesi industriale di Iso E Super a partire dal mircene, un terpene di origine naturale, rinnovabile e facilmente accessibile. La reazione di Diels-Alder tra mircene e 3-metil-3-penten-2-one in presenza di AlCl3 è seguita da una reazione di ciclizzazione con catalisi acida. La reazione di ciclizzazione non è molto selettiva, e in pratica si ottiene una miscela complessa di almeno 8 chetoni isomeri con diversi profili olfattivi.

Schema del processo industriale di sintesi di Iso E Super

## Tossicità / Indicazioni di sicurezza
Sono stati condotti numerosi studi per valutare la sicurezza d'impiego di Iso E Super, concludendo che la sostanza è sicura nell'ambito degli usi esaminati. Tuttavia la classificazione indica che può irritare la pelle e provocare allergie. Ci sono inoltre preoccupazioni per la sua biodegradabilità, anche se è stato considerato che rischi ecologici siano trascurabili. La legislazione europea prescrive che la sostanza sia indicata nella lista degli ingredienti cosmetici quando la sua concentrazione è maggiore di 0,001% nei prodotti leave-on, e maggiore di 0,01 nei prodotti a risciacquo; viene usato il nome INCI tetramethyl acetyloctahydronaphthalenes.